# Psapharochrus bicolor
Psapharochrus bicolor är en skalbaggsart som först beskrevs av Chemsak och Hovore 2002.  Psapharochrus bicolor ingår i släktet Psapharochrus och familjen långhorningar. Inga underarter finns listade i Catalogue of Life.